# Тайванський сад метеликів

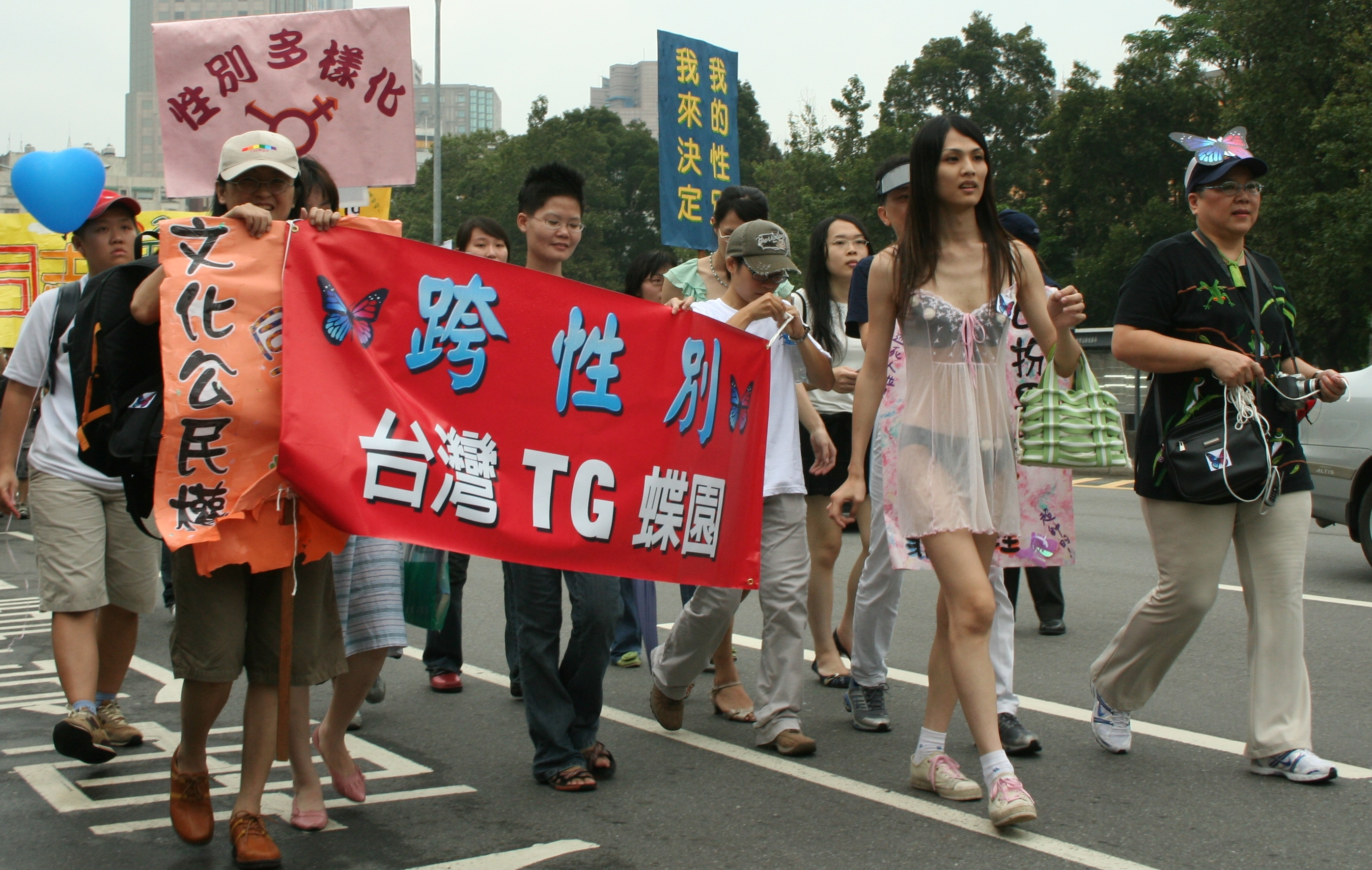
Тайванський сад метеликів в 2006 році на Тайванському прайді

Тайванський сад метеликів (англ. Taiwan TG Butterfly Garden;кит.: 台灣TG蝶園) — заснована в 2000 році, перша офіційна група підтримки трансгендерів на Тайвані. Багато членів групи є транссексуалами; інші ідентифікують себе як кросдресери, або трансгресивні особи.
Організація служила охороною прапора на Тайванському прайді 2005 року та вимагала внесення поправок щодо гендерної рівності в трудове законодавство разом із Фондом пробудження, Асоціацією гендерних/сексуальних прав Тайваню та Тайваньською асоціацією гарячої лінії Тунчжі.
Назва «метелик» була навіяна метеликом змішаної статі.
У 2017 році організація припинила свою діяльність, але гаряча лінія для трансгендерів Хаорі, яку вони створили ще в 2008 році, продовжує працювати.